# 插箭节
插箭节，也称起鄂博，是藏族民间的古老的节日。插箭节是藏族人民对保护神的崇拜，渴望得到保护神保佑的一种仪式。插箭节是以箭垛做为供奉的象征，在插箭节的那一天许多壮年男子聚集到山头的箭垛前。先把供品加入桑火上，人们虔诚的饶煨桑台三圈，高呼保护神的名字，随后，把供品埋入箭基中。海螺声响起时，僧俗行叩拜礼，并将纸符抛向天空，骑着马的男子把手中早已准备好的彩箭，插入箭垛上。